# Brihovo
Brihovo – wieś w Chorwacji, w żupanii karlowackiej, w gminie Žakanje. W 2011 roku liczyła 149 mieszkańców.